# راشین
راشین (به لاتین: Rašín) یک منطقهٔ مسکونی در جمهوری چک است که در شهرستان ییچین واقع شده‌است.